# Tryllefløjten (film)
Tryllefløjten er en svensk spillefilm fra 1975 instrueret af Ingmar Bergman, som bygger på Mozarts opera med samme navn. Medvirkende tæller blandt andre Josef Köstlinger, Irma Urrila og Håkan Hagegård.
Filmen blev første gang vist på svensk tv den 1. januar 1975 med en senere biografpremiere i oktober samme år. Den blev nomineret til adskillige priser, herunder en Oscar for bedste kostumer.

## Medvirkende (i udvalg)
- Josef Köstlinger som Tamino
- Elisabeth Erikson som Papagena
- Ulrik Cold som Sarastro
- Irma Urrila som Pamina
- Håkan Hagegård som Papageno
- Birgit Nordin som Nattens dronning
- Ragnar Ulfung som Monostatos
- Jerker Arvidson som vagt